# Parque Municipal Fila De La Guacamaya
El Parque Municipal Fila De La Guacamaya es un parque ubicado mayormente entre la Parroquia Urbana San José y la Parroquia Urbana Candelaria en el sector noroccidental de la ciudad de Valencia, Carabobo en Venezuela. El mismo fue declarado como Parque Municipal el 18 de diciembre de 2009 por parte de la Alcaldía de Valencia publicado en la Gaceta Municipal el decreto N°075.
El Parque Municipal ocupa una superficie de unas 877 hectáreas o 8,77 km², sobre un sector de divisoria de aguas de dos cuencas hidrográficas, razón por lo cual se constituye en una fila, cuya máxima extensión en dirección suroeste a noreste es de 6,74 kilómetros y una anchura variable en sentido Sureste-Noroeste promedio de un kilómetro y medio. Al ser un Parque Municipal, se encuentra bajo la administración y responsabilidad de la Alcaldía del municipio Valencia del Estado Carabobo, siendo impulsado su desarrollo por organizaciones civiles como Entre Montañas, Senderismo Filas de Guacamaya, Proyecto Guacamaya, Milicianos, Fundación Meraki, Fundación Tierra Viva, Valencia La Nuestra y el Instituto Municipal del Ambientes. El recorrido del parque también alcanza las parroquias urbanas de El Socorro, Miguel Peña y Tocuyito, capital del Municipio Libertador. Implicando que el Parque forma parte de la estructura urbana de la ciudad de Valencia y en consecuencia sometida a una presión de ocupación, bien para expansión urbana, o para cualquier otro tipo de intervención humana.
En términos de situación relativa, se ubica al Noroccidente de la ciudad de Valencia, limitando en su borde Sur con dicha Ciudad, donde se ubican un conjunto de sectores populares de barriadas, y al Norte con las urbanizaciones Guataparo Country Club, El Mirador y El Bosque de sectores socioeconómicos altos. De allí, la necesidad de su conservación, no solamente por razones paisajísticas, sino que su intervención se puede constituir en generador de riesgos, para la población asentada a menores niveles de altitud, ya que el Parque Municipal Fila de la Guacamaya, se ubica entre unos 500 y un poco más de 700 m.s.n.m, mientras que la ciudad de Valencia a nivel del casco central alcanza una altitud de unos 460 m.s.n.m.

## Historia
El nombre de Guacamaya se debe a las tribus que vivían en las cercanías del Lago de Valencia, también llamado Lago Tacarigua. En los tiempos de la conquista española estos indígenas escapaban de sus tierras para esconderse en las cuevas del cerro, algunas, desaparecidas por la llegada de la era moderna y la construcción de autopistas. Cuenta la leyenda que uno de los caciques, el Indio Guacamayo, adornaba su vestimenta con plumas de guacamayo además de estar acompañado por este animal.

## Sitios de interés
- El Calvario: Conformado por La Ermita o Capilla de La Piedad, construida en 1905. Conocida también como la estación del viacrucis.

- La Cruz Mayor o Cruz Grande de Valencia: Llamada también Cruz de Constantino. Construida en 1913, para celebrar los 1.600 años de la proclama que hiciera el Edicto de Milán, Constantino El Grande. Esta emblemática Cruz cumplió 100 años en septiembre del 2013. Desde este punto religioso se observa una vista panorámica de la parte sur de la Ciudad de Valencia y de las formaciones montañosas que atraviesan al estado Carabobo.

- La Cueva El Indio: Dentro hay estalactitas, estalagmitas y otras formaciones de interés geológico.

- Las Tres Cruces.
- El Campito: un terraplén natural entre las montañas que es utilizado para actividades deportivas.
- La Cueva de la Guacamaya.[4]